# جاك نيلسون (صحفي)
جاك نيلسون (بالإنجليزية: Jack Nelson)‏ هو صحفي أمريكي، ولد في 11 أكتوبر 1929 في تالاديغا في الولايات المتحدة، وتوفي في 21 أكتوبر 2009 في بيثيسدا في الولايات المتحدة بسبب سرطان البنكرياس.

## وصلات خارجية
- جاك نيلسون على موقع إن إن دي بي (الإنجليزية)